# 部分写像

単射な部分写像の例

単射でない全域写像の例

数学において部分写像（ぶぶんしゃぞう、英: partial mapping）あるいは部分函数（英: partial function）は適当な部分集合上で定義された写像である。即ち、集合 X から Y への部分写像 f は X の任意の元に Y の元を割り当てることが求められる写像 f: X → Y の概念を一般化して、X の適当な部分集合 X' の元に対してのみそれを要求する。X′ = X となる場合には f は全域写像 (total function) と呼ばれ、これは写像と同じ概念を意味する。部分写像を考えるときには、その定義域 X' がはっきりとは分かっていないという場合もよくある。

## 基本概念
部分写像 f に対し f(x) が定義される値 x 全体の成す集合（上記の X'）を f の定義域と呼び、D(f) や Def(f) のように表すのが典型的である。これに対し集合 X は f の始域（あるいは圏論においては「域」とも）呼ばれる。英語等では両者とも単に f の domain と呼ぶことがあるので注意が必要である（定義域を明確に domain of definition と呼ぶ流儀もあるが）。同様に codomain が f の像（値域）と終域（圏論では余域とも）の何れかの意味で用いられる。
始域 X, 終域 Y の部分写像を f: X ⇸ Y のように縦棒付き矢印であらわすことがある。あるいは
{\displaystyle f\colon X\rightsquigarrow Y,\quad f\colon {}_{\subseteq }X\to Y,\quad f\colon X{\underset {p}{{}\to {}}}Y,\quad f\colon X\rightarrowtail Y}
などとも表す（単に f: X → Y と書くと（全域）写像と紛らわしい）。
「f(x) が未定義である」とか「f(x) = undefined」などと書くのは、f(x) はあるのに値が与えられていないだけという印象を与えるため、しばしば適当でない。正確には「写像 f は点 x において定義されない」とか「x ∉ Def(f)」のように書くべきである。表示的意味論では、部分写像が未定義であるときには、⊥を返すものと理解される。
部分写像が単射あるいは全射であるとは、その始域を定義域に制限して得られる写像がそうであるときに言う。部分写像が単射かつ全射となり得る。任意の写像はその像に終域を制限するとき自明に全射となるから、部分写像が部分全単射とは、単射な部分写像の意である。即ち、単射部分写像の逆関係は単射部分写像であり、全単射な部分写像はその逆部分写像として単射な写像を持つ。さらにいえば、単射全域写像の逆は単射部分写像になる。
変換の概念も部分写像によって一般化することができる。即ち、集合 X 上の部分変換とは、写像 f: A → B で、A, B の双方が X の部分集合となるものを言う。

## 全域写像
全域写像（全域函数）は写像（函数）の同義語である。接頭辞として「全域」(total-) を付けるのは、それが X の部分集合上で定義される部分写像の特別な場合（全体集合 X 上で定義される場合）であることを示唆するためである。
例えば具体圏における射の合成を行う演算
{\displaystyle \circ \colon \operatorname {Hom} (C)\times \operatorname {Hom} (C)\to \operatorname {Hom} (C)}
が全域写像となるための必要十分条件は、Ob(C) がただ一つの元からなることである。なぜならば、二つの射 f: X → Y, g: U → V が g ∘ f と合成できるのは f の余域と g の域が一致するとき (Y = U) に限られるからである。

## 性質等

### 圏論
集合と部分写像の圏は基点付き集合と基点を保つ写像の圏に圏同値だが圏同型でない。 
集合と部分全単射の圏は自身の双対に同値である。これは可逆圏の原型例である。

### 抽象代数学
普遍代数学において偏代数は部分写像となっているような演算（偏演算）を許す代数系の一般化である。例えば体は、零除算が定義されないから除法が真に偏演算である。
与えられた台集合 X 上の部分写像全体の成す集合は、X 上の全部分変換半群と呼ばれる正則半群を成し、典型的には {\displaystyle {\mathcal {PT}}_{X}} のように表される。また X 上の部分全単射全体の成す集合は対称逆半群を成す。